# Bruno Piano
Bruno Nicolas Piano Rosewarne (Montevideo, 4 de abril de 1977) es un exfutbolista uruguayo. Actualmente es ayudante técnico del Club Nacional de Fútbol de la Primera División Profesional de Uruguay.

## Trayectoria
En el 2003 se marchó a Perú para jugar por Universitario de Deportes, jugó al lado del portero mundialista peruano José Carvallo.

## Clubes[1]

### Como jugador
| Club                      | País      | Año       |
| ------------------------- | --------- | --------- |
| Danubio FC                | Uruguay   | 1997-2001 |
| Deportivo Maldonado       | Uruguay   | 2002      |
| Universitario de Deportes | Perú      | 2003      |
| Deportivo Maldonado       | Uruguay   | 2003-2004 |
| Cerro                     | Uruguay   | 2005      |
| Deportivo Maldonado       | Uruguay   | 2006      |
| YF Juventus               | Suiza     | 2006-2007 |
| APEP Pitsilia             | Chipre    | 2007-2009 |
| Atromitos Yeroskipou      | Chipre    | 2009      |
| Rampla Juniors FC         | Uruguay   | 2010      |
| Santiago Morning          | Chile     | 2010-2011 |
| C.A.I.                    | Argentina | 2011-2012 |
| El Tanque Sisley          | Uruguay   | 2012-2014 |

### Como entrenador
- Actualizado hasta el 18 de noviembre de 2021.

| Club           | País    | Año           | PJ | PG | PE | PP | GF | GC | GD  | Rendimiento |
| -------------- | ------- | ------------- | -- | -- | -- | -- | -- | -- | --- | ----------- |
| Villa Española | Uruguay | 2021          | 6  | 0  | 2  | 4  | 4  | 11 | -7  | 11.11%      |
| Rocha          | Uruguay | 2021-presente | 12 | 1  | 1  | 10 | 8  | 19 | -11 | 13.89%      |